# Улица Кедрова (Москва)
Улица Ке́дрова — улица в Юго-Западном административном округе города Москвы на территории Академического района. Расположена рядом с станцией метро «Академическая». Соединяет улицы Ивана Бабушкина и Новочерёмушкинскую и пересекается с улицей Львова и Профсоюзной.
Названа в честь Михаила Сергеевича Кедрова (1878—1941), чекиста, советского политического деятеля. До 1963 года называлась 3-я Черёмушкинская улица по расположению на территории бывшего села Черёмушки.

## Жилые дома, учреждения и организации
Начало улицы — это жилые серые кирпичные дома 1950-х годов постройки, которые соседствуют с домами более поздней постройки по другую сторону улицы. Недалеко от начала улицы, вглубь застройки на безымянном переулке, являющемся естественным продолжением улицы Львова, расположен бывший Дом культуры «Новатор» — дом 5А (с 1996 года  располагается банк «СЛАВИЯ»). Супермаркет «Морозко» (доме № 7) находится напротив пятиэтажного ведомственного здания «Федеральное агентство водных ресурсов» (дом № 8 корпус 1). Часть этого здания принадлежит Министерству природных ресурсов и экологии. В нём же, в двух других корпусах — множество организаций, среди которых Московский технологический институт «ВТУ» и другие. Дальше по улице, уже по другую сторону Профсоюзной улицы, рассекающей улицу на две части — гимназия № 1534 (дом 11), Московский институт коммунального хозяйства и строительства (дом 14 корп. 3), кинотеатр «Салют» (дом 14 корп. 3) и другие организации. В конце улицы расположено несколько недавно построенных современных жилых зданий, выделяющихся яркими жёлтыми, белыми и оранжевыми цветами и контрастирующих с расположенными неподалёку пятиэтажными домами из потускневшего от времени силикатного кирпича. Напротив них в доме 24 — городская поликлиника 22 — также выделяется яркостью и новизной архитектурного решения.

## Транспорт
Ближайшая станция метро — «Академическая».
По части улицы проходит автобус 57. В центре улица пересекается маршрутами автобусов 67, 121, 196, следующими по Профсоюзной улице.